# Mette Tranborg
Mette Tranborg, född 1 januari 1996 i Risskov, är en dansk handbollsspelare som spelar för Team Esbjerg och det danska landslaget.

## Klubblagskarriär
Tranborg är vänsterhänt och spelar som högernia. Hon är över 190 cm lång och har ett bra skott. Hon fick sitt genombrott nationellt i SK Aarhus. Hon var den första spelaren någonsin att beviljas undantag för att spela seniorhandboll i Danmark redan vid 16 års ålder.
Inför säsongsstarten 2017–2018 bytte hon klubb till Odense Håndbold. Hon var en av de viktigare spelarna i laget tills hon drabbades av en korsbandsskada i februari 2019, vilket krävde ett längre avbrott. Hon återkom inte till Odense. Efter skadan började hon spela för Team Esbjerg sommaren 2020.

## Landslagskarriär
Mette Tranborg spelade inledningsvis för de danska ungdoms- och juniorlandslagen. Hon vann guldmedalj med Danmarks lag vid U18-VM 2012. Som den yngsta spelaren i den danska truppen gjorde hon 19 mål. Hon vann också en bronsmedalj vid U19-EM 2013 och vid U20-VM 2014.
Tranborg spelade för U18- och U20-landslagen, innan hon debuterade för det danska landslaget i ett EM-kval mot Ukraina den 4 juni 2014. Hon blev också uttagen till EM 2014 bara 18 år gammal. Hon blev ordinarie i landslaget och har sedan EM 2016 spelat i alla mästerskapsturneringar utom i VM 2019 då hon var skadad. Vid VM i Tyskland 2017 tillhörde hon de bättre i Danmarks landslag. Under EM 2022 nådde hon 100 landskamper för Danmark. Hennes främsta meriter är bronsmedaljen hon vann med Danmark vid VM 2021 i Spanien, och silver vid EM 2022 och 2024. Vid OS 2024 vann hon brons med Danmark.

## Individuella utmärkelser
- Årets unga spelare i Damehåndboldligaen 2014/2015.[13]
- MVP Danska cupen 2018